# Безіменний (острів, Таманська затока)
Безіме́нний (рос. Безымянный) — невеликий низинний острів за 300 м біля південно-східного краю вершини коси Чушка на північному заході Таманського півострова. Входить до складу Тамансько-Запорозького заказника.

## Опис
Острів розташований біля північного краю входу до Таманської затоки Керченської протоки. Адміністративно острів відноситься до складу Темрюцького району Краснодарського краю Російської Федерації. Далі в акваторію затоки за Безіменним розташовані інші дрібні острівці — Оторваний та Дзендзик. Розміри острова сягають 150 м у довжину та 100 м у ширину.
Острів складається з суміші піску і ракушняку, на якому рясно росте очерет. Серед тварин слід відмітити величезну кількість птахів — чаплі, мартини, баклани; поширені комахи, але відсутні комарі. У прибережних водах водяться риби (бички, піленгас), на мілководді поширені маленькі краби і риби-голки. Іноді у Таманську затоку на годівлю запливають дельфіни.
Постійного населення на Безіменному немає. Острів є улюбленим місцем відпочинку радіоаматорів. У листопаді 2007 року біля острова сталась екологічна катастрофа через затоплення біля порту «Кавказ» танкера із мазутом та суховантажу з сіркою.